# Lot 11 and Area
Lot 11 and Area es un municipio rural canadiense situado en la provincia de Isla del Príncipe Eduardo.

## Superficie
Lot 11 and Area tiene una superficie de 102,61 km².

## Demografía
En 2021, tenía 617 habitantes, una densidad poblacional de 102,61 hab./km², y 318 viviendas.